# Jacques-Ladislas-Joseph de Calonne
Pour les personnes ayant le même patronyme, voir Calonne.
Jacques-Ladislas-Joseph de Calonne (1743-1822) est un missionnaire catholique, chanoine, abbé et  aumônier français et canadien.

## Biographie
Jacques-Ladislas-Joseph de Calonne est né à Douai, le 9 avril 1743, de Louis-Joseph-Dominique de Calonne, conseiller du roi, premier président du parlement de Flandres, et d'Henriette de Francqueville. Il est le frère de Charles-Alexandre de Calonne (1734-1802), contrôleur général des finances de 1783 à 1787. 
Il est d'abord conseiller au parlement de sa ville natale pendant deux ans. Puis il entre dans les ordres et est promu au sacerdoce, le 1er juin 1776. Il est chanoine à la cathédrale de Courtrai (1776-1783), puis grand-vicaire de l'évêque et peu après official du diocèse; il est encore vicaire général de l'évêque de Cambrai en 1789. En 1782, le roi le nomme abbé commendataire de l'abbaye bénédictine du Mont Saint-Pierre ou Saint-Père de Melun, ce qui lui vaut d'être élu député suppléant du clergé de Melun aux états généraux.
Le 1e mai 1786, dans la chapelle de l'hôtel du Contrôle général des finances, il célèbre le mariage de sa nièce Marie Henriette Armande Blondel d’Aubers avec  Charles Bernard de Ballainvilliers, intendant du Languedoc.
Il émigre avec son frère dès 1789 en Angleterre où il reste jusqu'en 1799.

### Entre l'Angleterre et le Canada
Il devient ensuite missionnaire sur l'île du Prince-Édouard dans le golfe du Saint-Laurent (1799-1804); il est grand-vicaire de l'évêque de Québec sur l'île du Prince-Édouard. 
Il revient en Angleterre de 1804 à 1807 pour un voyage d'affaires.  
Puis il retourne au Canada où il est aumônier des Ursulines aux Trois-Rivières (1807-1822). Il dessert en même temps la Pointe-du-Lac (1807-1817). Il décède aux Trois-Rivières au Canada, le 16 octobre 1822. Il a la réputation d'un saint chez ses contemporains au Canada.   

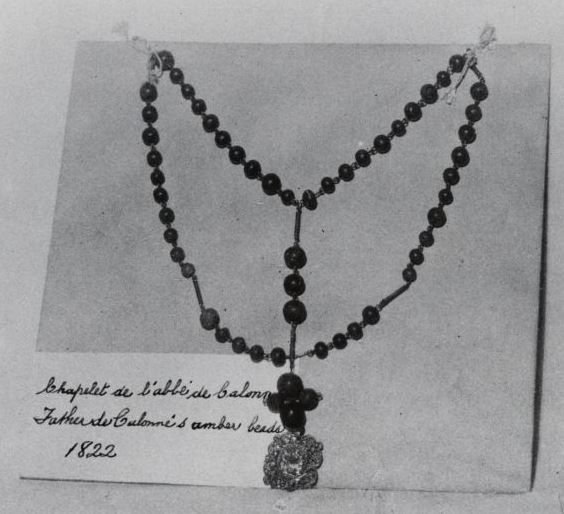
Chapelet de l'abbé de Calonne

## Sources
- Archives nationales [Pierrefitte], 297AP[3], papiers de la famille Calonne (consultables sous forme de microfilms).

- Jacques Antoine Dulaure, Vie privée des ecclésiastiques, prélats, et autres fonctionnaires qui n'ont point prêté serment sur la Constitution civile du clergé Pour faire suite à la liste des nobles, tome 2, Paris, Garnery, 1791, p. 23-26. Ouvrage numérisé.